# Neil Lennon
Neil Francis Lennon (Lurgan, 25 giugno 1971) è un allenatore di calcio ed ex calciatore nordirlandese, di ruolo centrocampista, tecnico del Dunfermline.

## Carriera

### Giocatore
Dopo poche partite con Glenavon e Manchester City, Lennon si fa notare con il Crewe Alexandra; durante questo periodo, viene anche convocato dalla nazionale nordirlandese. Dopo cinque anni e mezzo si trasferisce al Leicester City, vincendo due Coppe di lega per poi passare, nel 2000, al Celtic, in Scozia, dove vincerà cinque campionati nazionali in sette anni. Chiuse la sua carriera giocando per Nottingham Forest e Wycombe Wanderers.

### Allenatore

#### Celtic
Nella stagione 2009-2010, il Celtic gli affidò la guida della propria squadra riserve.
Il 26 marzo 2010 il Celtic gli ha affidato la posizione di manager ricoperta sino al giorno prima da Tony Mowbray, licenziato dopo la sconfitta per 4-0 rimediata in campionato contro il St. Mirren. Lennon, alla prima esperienza come allenatore, ha scelto come vice un suo ex compagno di squadra, lo svedese Johan Mjällby.. Il Celtic terminerà la stagione al secondo posto.
Il 9 giugno 2010 fu nominato ufficialmente nuovo tecnico della squadra di Glasgow. Nonostante l'eliminazione sia dai preliminari di Champions League che di Europa League, Lennon ben figurò con il Celtic, chiudendo il campionato nuovamente al secondo posto e vincendo la Scottish Cup superando il Motherwell per 3-0 nella finale del 21 maggio. In precedenza, aveva perso la finale di Scottish League Cup per 2-1 con i rivali dei Rangers.
Nella stagione seguente, Lennon condusse il Celtic alla vittoria del suo 43º titolo nazionale e sino agli ottavi di Champions League, dove furono battuti dalla Juventus. Nella fase a gironi, il 7 novembre 2012 (un giorno dopo il 125º anniversario della nascita del club), gli scozzesi avevano battuto il Barcellona campione d'Europa per 2-1.
Il 21 aprile 2013, il Lennon vinse il suo secondo titolo nazionale consecutivo con il Celtic; vincendo anche la Scottish Cup, inoltre, completò il suo primo double sulla panchina bianco-verde. La stagione successiva vide il Celtic nuovamente campione di Scozia. Il 5 aprile 2014, al termine della partita Celtic-Dundee FC, Lennon regala la medaglia ricevuta durante la premiazione ad un bambino disabile che stava assistendo alla partita con il papà.
Il 22 maggio 2014 Lennon annunciò le sue dimissioni dal ruolo di manager del club.

#### Bolton Wanderers
Il 12 ottobre 2014 viene nominato nuovo tecnico del Bolton, squadra militante nel Championship (seconda divisione inglese). Il 15 marzo 2016 rassegna le sue dimissioni da tecnico dei Trotters.

#### Hibernian
L'8 giugno seguente diventa il nuovo allenatore dell'Hibernian, con cui firma un contratto biennale. Porta l’Hibernian in Scottish Premier League.

#### Ritorno al Celtic
Il 26 febbraio 2019 torna al Celtic come allenatore, prendendo il posto di Brendan Rodgers, passato al Leicester City, e firmando un contratto fino al termine della stagione. Il 4 maggio vince il titolo scozzese.
Si dimette dall'incarico il 24 febbraio 2021, con la squadra seconda in classifica a 18 punti dai Rangers.

## Statistiche

### Giocatore

#### Cronologia presenze e reti in nazionale
| Cronologia completa delle presenze e delle reti in nazionale ― Irlanda del Nord | Cronologia completa delle presenze e delle reti in nazionale ― Irlanda del Nord | Cronologia completa delle presenze e delle reti in nazionale ― Irlanda del Nord | Cronologia completa delle presenze e delle reti in nazionale ― Irlanda del Nord | Cronologia completa delle presenze e delle reti in nazionale ― Irlanda del Nord | Cronologia completa delle presenze e delle reti in nazionale ― Irlanda del Nord | Cronologia completa delle presenze e delle reti in nazionale ― Irlanda del Nord | Cronologia completa delle presenze e delle reti in nazionale ― Irlanda del Nord |
| Data                                                                            | Città                                                                           | In casa                                                                         | Risultato                                                                       | Ospiti                                                                          | Competizione                                                                    | Reti                                                                            | Note                                                                            |
| ------------------------------------------------------------------------------- | ------------------------------------------------------------------------------- | ------------------------------------------------------------------------------- | ------------------------------------------------------------------------------- | ------------------------------------------------------------------------------- | ------------------------------------------------------------------------------- | ------------------------------------------------------------------------------- | ------------------------------------------------------------------------------- |
| 11-6-1994                                                                       | Miami                                                                           | Messico                                                                         | 3 – 0                                                                           | Irlanda del Nord                                                                | Amichevole                                                                      | -                                                                               | 46’                                                                             |
| 25-5-1995                                                                       | Edmonton                                                                        | Cile                                                                            | 2 – 1                                                                           | Irlanda del Nord                                                                | Canada Cup                                                                      | -                                                                               |                                                                                 |
| 3-9-1995                                                                        | Porto                                                                           | Portogallo                                                                      | 1 – 1                                                                           | Irlanda del Nord                                                                | Qual. Euro 1996                                                                 | -                                                                               |                                                                                 |
| 11-10-1995                                                                      | Eschen                                                                          | Liechtenstein                                                                   | 0 – 4                                                                           | Irlanda del Nord                                                                | Qual. Euro 1996                                                                 | -                                                                               |                                                                                 |
| 15-11-1995                                                                      | Belfast                                                                         | Irlanda del Nord                                                                | 5 – 3                                                                           | Austria                                                                         | Qual. Euro 1996                                                                 | -                                                                               |                                                                                 |
| 27-3-1996                                                                       | Belfast                                                                         | Irlanda del Nord                                                                | 0 – 2                                                                           | Norvegia                                                                        | Amichevole                                                                      | -                                                                               | 62’                                                                             |
| 31-8-1996                                                                       | Belfast                                                                         | Irlanda del Nord                                                                | 0 – 1                                                                           | Ucraina                                                                         | Qual. Mondiali 1998                                                             | -                                                                               |                                                                                 |
| 5-10-1996                                                                       | Belfast                                                                         | Irlanda del Nord                                                                | 1 – 1                                                                           | Armenia                                                                         | Qual. Mondiali 1998                                                             | 1                                                                               | 61’                                                                             |
| 9-11-1996                                                                       | Norimberga                                                                      | Germania                                                                        | 1 – 1                                                                           | Irlanda del Nord                                                                | Qual. Mondiali 1998                                                             | -                                                                               | 86’                                                                             |
| 14-12-1996                                                                      | Belfast                                                                         | Irlanda del Nord                                                                | 2 – 0                                                                           | Albania                                                                         | Qual. Mondiali 1998                                                             | -                                                                               |                                                                                 |
| 11-2-1997                                                                       | Belfast                                                                         | Irlanda del Nord                                                                | 3 – 0                                                                           | Belgio                                                                          | Amichevole                                                                      | -                                                                               | 70’                                                                             |
| 29-3-1997                                                                       | Belfast                                                                         | Irlanda del Nord                                                                | 0 – 0                                                                           | Portogallo                                                                      | Qual. Mondiali 1998                                                             | -                                                                               |                                                                                 |
| 2-4-1997                                                                        | Kiev                                                                            | Ucraina                                                                         | 2 – 1                                                                           | Irlanda del Nord                                                                | Qual. Mondiali 1998                                                             | -                                                                               | 75’                                                                             |
| 30-4-1997                                                                       | Erevan                                                                          | Armenia                                                                         | 0 – 0                                                                           | Irlanda del Nord                                                                | Qual. Mondiali 1998                                                             | -                                                                               | 42’                                                                             |
| 21-5-1997                                                                       | Bangkok                                                                         | Thailandia                                                                      | 0 – 0                                                                           | Irlanda del Nord                                                                | Amichevole                                                                      | -                                                                               |                                                                                 |
| 20-8-1997                                                                       | Belfast                                                                         | Irlanda del Nord                                                                | 1 – 3                                                                           | Germania                                                                        | Qual. Mondiali 1998                                                             | -                                                                               | 82’                                                                             |
| 10-9-1997                                                                       | Zurigo                                                                          | Albania                                                                         | 1 – 0                                                                           | Irlanda del Nord                                                                | Qual. Mondiali 1998                                                             | -                                                                               | 83’                                                                             |
| 11-10-1997                                                                      | Lisbona                                                                         | Portogallo                                                                      | 1 – 0                                                                           | Irlanda del Nord                                                                | Qual. Mondiali 1998                                                             | -                                                                               | 44’ 76’                                                                         |
| 25-3-1998                                                                       | Belfast                                                                         | Irlanda del Nord                                                                | 1 – 0                                                                           | Slovacchia                                                                      | Amichevole                                                                      | -                                                                               |                                                                                 |
| 22-4-1998                                                                       | Belfast                                                                         | Irlanda del Nord                                                                | 1 – 0                                                                           | Svizzera                                                                        | Amichevole                                                                      | -                                                                               |                                                                                 |
| 3-6-1998                                                                        | Santander                                                                       | Spagna                                                                          | 4 – 1                                                                           | Irlanda del Nord                                                                | Amichevole                                                                      | -                                                                               | 89’                                                                             |
| 5-9-1998                                                                        | Istanbul                                                                        | Turchia                                                                         | 3 – 0                                                                           | Irlanda del Nord                                                                | Qual. Euro 2000                                                                 | -                                                                               | 25’                                                                             |
| 10-10-1998                                                                      | Belfast                                                                         | Irlanda del Nord                                                                | 1 – 0                                                                           | Finlandia                                                                       | Qual. Euro 2000                                                                 | -                                                                               |                                                                                 |
| 18-11-1998                                                                      | Belfast                                                                         | Irlanda del Nord                                                                | 2 – 2                                                                           | Moldavia                                                                        | Qual. Euro 2000                                                                 | 1                                                                               |                                                                                 |
| 27-3-1999                                                                       | Belfast                                                                         | Irlanda del Nord                                                                | 0 – 3                                                                           | Germania                                                                        | Qual. Euro 2000                                                                 | -                                                                               | 67’                                                                             |
| 31-3-1999                                                                       | Chișinău                                                                        | Moldavia                                                                        | 0 – 0                                                                           | Irlanda del Nord                                                                | Qual. Euro 2000                                                                 | -                                                                               |                                                                                 |
| 29-5-1999                                                                       | Dublino                                                                         | Irlanda                                                                         | 0 – 1                                                                           | Irlanda del Nord                                                                | Amichevole                                                                      | -                                                                               | 79’                                                                             |
| 18-8-1999                                                                       | Belfast                                                                         | Irlanda del Nord                                                                | 0 – 1                                                                           | Francia                                                                         | Amichevole                                                                      | -                                                                               |                                                                                 |
| 4-9-1999                                                                        | Belfast                                                                         | Irlanda del Nord                                                                | 0 – 3                                                                           | Turchia                                                                         | Qual. Euro 2000                                                                 | -                                                                               |                                                                                 |
| 8-9-1999                                                                        | Dortmund                                                                        | Germania                                                                        | 4 – 0                                                                           | Irlanda del Nord                                                                | Qual. Euro 2000                                                                 | -                                                                               | 46’                                                                             |
| 9-10-1999                                                                       | Helsinki                                                                        | Finlandia                                                                       | 4 – 1                                                                           | Irlanda del Nord                                                                | Qual. Euro 2000                                                                 | -                                                                               | cap.                                                                            |
| 28-3-2000                                                                       | Ta' Qali                                                                        | Malta                                                                           | 0 – 3                                                                           | Irlanda del Nord                                                                | Amichevole                                                                      | -                                                                               |                                                                                 |
| 26-4-2000                                                                       | Belfast                                                                         | Irlanda del Nord                                                                | 0 – 1                                                                           | Ungheria                                                                        | Amichevole                                                                      | -                                                                               |                                                                                 |
| 7-10-2000                                                                       | Belfast                                                                         | Irlanda del Nord                                                                | 1 – 1                                                                           | Danimarca                                                                       | Qual. Mondiali 2002                                                             | -                                                                               |                                                                                 |
| 11-10-2000                                                                      | Reykjavík                                                                       | Islanda                                                                         | 1 – 0                                                                           | Irlanda del Nord                                                                | Qual. Mondiali 2002                                                             | -                                                                               |                                                                                 |
| 28-2-2001                                                                       | Belfast                                                                         | Irlanda del Nord                                                                | 0 – 4                                                                           | Norvegia                                                                        | Amichevole                                                                      | -                                                                               | 46’                                                                             |
| 24-3-2001                                                                       | Belfast                                                                         | Irlanda del Nord                                                                | 0 – 1                                                                           | Rep. Ceca                                                                       | Qual. Mondiali 2002                                                             | -                                                                               |                                                                                 |
| 28-3-2001                                                                       | Sofia                                                                           | Bulgaria                                                                        | 4 – 3                                                                           | Irlanda del Nord                                                                | Qual. Mondiali 2002                                                             | -                                                                               | 86’                                                                             |
| 2-6-2001                                                                        | Belfast                                                                         | Irlanda del Nord                                                                | 0 – 1                                                                           | Bulgaria                                                                        | Qual. Mondiali 2002                                                             | -                                                                               | 35’ 79’                                                                         |
| 13-2-2002                                                                       | Limassol                                                                        | Irlanda del Nord                                                                | 1 – 4                                                                           | Polonia                                                                         | Amichevole                                                                      | -                                                                               | 46’                                                                             |
| Totale                                                                          |                                                                                 | Presenze                                                                        | 40                                                                              |                                                                                 | Reti                                                                            | 2                                                                               |                                                                                 |

### Statistiche da allenatore
Aggiornato al 22 ottobre 2020
| Stagione         | Squadra          | Campionato       | Campionato | Campionato | Campionato | Campionato | Coppe nazionali | Coppe nazionali | Coppe nazionali | Coppe nazionali | Coppe nazionali | Coppe continentali | Coppe continentali | Coppe continentali | Coppe continentali | Coppe continentali | Altre coppe | Altre coppe | Altre coppe | Altre coppe | Altre coppe | Totale | Totale | Totale | Totale | % Vittorie | Piazzamento |
| Stagione         | Squadra          | Comp             | G          | V          | N          | P          | Comp            | G               | V               | N               | P               | Comp               | G                  | V                  | N                  | P                  | Comp        | G           | V           | N           | P           | G      | V      | N      | P      | %          | Piazzamento |
| ---------------- | ---------------- | ---------------- | ---------- | ---------- | ---------- | ---------- | --------------- | --------------- | --------------- | --------------- | --------------- | ------------------ | ------------------ | ------------------ | ------------------ | ------------------ | ----------- | ----------- | ----------- | ----------- | ----------- | ------ | ------ | ------ | ------ | ---------- | ----------- |
| mar.-giu. 2010   | Celtic           | SPL              | 8          | 8          | 0          | 0          | SC+CdL          | 1+0             | 0               | 0               | 1               | UCL+UEL            | -                  | -                  | -                  | -                  | -           | -           | -           | -           | -           | 9      | 8      | 0      | 1      | 88,89      | Sub. 2º     |
| 2010-2011        | Celtic           | SPL              | 38         | 29         | 5          | 4          | SC+CdL          | 6+4             | 5+3             | 1+1             | 0+0             | UCL+UEL            | 2+2                | 1+1                | 0+0                | 1+1                | -           | -           | -           | -           | -           | 52     | 39     | 7      | 6      | 75,00      | 2º          |
| 2011-2012        | Celtic           | SPL              | 38         | 30         | 3          | 5          | SC+CdL          | 4+4             | 3+3             | 0+0             | 1+1             | UEL                | 8                  | 1                  | 4                  | 3                  | -           | -           | -           | -           | -           | 54     | 37     | 7      | 10     | 68,52      | 1º          |
| 2012-2013        | Celtic           | SPL              | 38         | 24         | 7          | 7          | SC+CdL          | 6+3             | 4+2             | 2+0             | 0+1             | UCL                | 12                 | 7                  | 1                  | 4                  | -           | -           | -           | -           | -           | 59     | 37     | 10     | 12     | 62,71      | 1º          |
| 2013-2014        | Celtic           | SP               | 38         | 31         | 6          | 1          | SC+CdL          | 2+1             | 1+0             | 0+1             | 1+0             | UCL                | 12                 | 5                  | 1                  | 6                  | -           | -           | -           | -           | -           | 53     | 37     | 8      | 8      | 69,81      | 1º          |
| ott. 2014-2015   | Bolton           | FLC              | 35         | 12         | 10         | 13         | FACup+CdL       | 3+0             | 1               | 1               | 1               | -                  | -                  | -                  | -                  | -                  | -           | -           | -           | -           | -           | 38     | 13     | 11     | 14     | 34,21      | Sub. 18º    |
| 2015-mar. 2016   | Bolton           | FLC              | 37         | 4          | 14         | 19         | FACup+CdL       | 3+1             | 1+0             | 1+0             | 1+1             | -                  | -                  | -                  | -                  | -                  | -           | -           | -           | -           | -           | 41     | 5      | 15     | 21     | 12,20      | Eson.       |
| Totale Bolton    | Totale Bolton    | Totale Bolton    | 72         | 16         | 24         | 32         |                 | 7               | 2               | 2               | 3               |                    | -                  | -                  | -                  | -                  |             | -           | -           | -           | -           | 79     | 18     | 26     | 35     | 22,78      |             |
| 2016-2017        | Hibernian        | SC               | 36         | 19         | 14         | 3          | SC+CdL          | 5+1             | 3+0             | 1+0             | 1+1             | UEL                | 2                  | 1                  | 0                  | 1                  | -           | -           | -           | -           | -           | 44     | 23     | 15     | 6      | 52,27      | 1º          |
| 2017-2018        | Hibernian        | SP               | 38         | 18         | 13         | 7          | SC+CdL          | 1+7             | 0+5             | 0+1             | 1+1             | -                  | -                  | -                  | -                  | -                  | -           | -           | -           | -           | -           | 46     | 23     | 14     | 9      | 50,00      | 4º          |
| 2018-gen. 2019   | Hibernian        | SP               | 23         | 8          | 8          | 7          | SC+CdL          | 1+2             | 1+1             | 0+1             | 0+0             | UEL                | 6                  | 3                  | 2                  | 1                  | -           | -           | -           | -           | -           | 32     | 13     | 11     | 8      | 40,63      | Eson.       |
| Totale Hibernian | Totale Hibernian | Totale Hibernian | 97         | 45         | 35         | 17         |                 | 17              | 10              | 3               | 4               |                    | 8                  | 4                  | 2                  | 2                  |             | -           | -           | -           | -           | 122    | 59     | 40     | 23     | 48,36      |             |
| feb.-giu. 2019   | Celtic           | SP               | 11         | 7          | 3          | 1          | SC              | 3               | 3               | 0               | 0               | -                  | -                  | -                  | -                  | -                  | -           | -           | -           | -           | -           | 14     | 10     | 3      | 1      | 71,43      | Sub. 1º     |
| 2019-2020        | Celtic           | SP               | 30         | 25         | 2          | 2          | SC+CdL          | 5+4             | 4+3             | 1+1             | 0+0             | UCL+UEL            | 6+10               | 4+6                | 1+2                | 1+2                | -           | -           | -           | -           | -           | 55     | 42     | 7      | 5      | 76,36      | 1º          |
| 2020-feb. 2021   | Celtic           | SP               | 19         | 13         | 5          | 1          | SC+CdL          | 0+0             | 0               | 0               | 0               | UCL+UEL            | 2+8                | 1+3                | 0+1                | 1+4                | -           | -           | -           | -           | -           | 29     | 17     | 6      | 6      | 58,62      | Dimiss.     |
| Totale Celtic    | Totale Celtic    | Totale Celtic    | 229        | 177        | 31         | 21         |                 | 43              | 31              | 7               | 5               |                    | 62                 | 29                 | 10                 | 23                 |             | -           | -           | -           | -           | 319    | 231    | 43     | 45     | 72,41      |             |
| mar.-mag. 2022   | Omonia           | AK               | 10         | 5          | 4          | 1          | KK              | 5               | 1               | 4               | 0               | UEL+UECL           | -                  | -                  | -                  | -                  | -           | -           | -           | -           | -           | 15     | 6      | 8      | 1      | 40,00      | Sub, 7°     |
| ago.-ott. 2022   | Omonia           | AK               | 7          | 3          | 0          | 4          | KK              | 0               | 0               | 0               | 0               | UEL                | 6                  | 2                  | 0                  | 4                  | SC          | 1           | 0           | 0           | 1           | 14     | 5      | 0      | 9      | 35,71      | Eson        |
| Totale Omonia    | Totale Omonia    | Totale Omonia    | 17         | 8          | 4          | 5          |                 | 5               | 1               | 4               | 0               |                    | 6                  | 2                  | 0                  | 4                  |             | 1           | 0           | 0           | 1           | 29     | 11     | 8      | 10     | 37,93      |             |
| Totale carriera  | Totale carriera  | Totale carriera  | 406        | 241        | 90         | 75         |                 | 72              | 44              | 16              | 12              |                    | 70                 | 34                 | 11                 | 25                 |             | 1           | 0           | 0           | 1           | 549    | 319    | 117    | 113    | 58,11      |             |

## Palmarès

### Giocatore

#### Club

##### Competizioni nazionali
- Coppa di Lega inglese: 2

Leicester: 1996-1997, 1999-2000
- Campionato scozzese: 5

Celtic: 2000-2001, 2001-2002, 2003-2004, 2005-2006, 2006-2007
- Coppa di Scozia: 4

Celtic: 2000-2001, 2003-2004, 2004-2005, 2006-2007
- Scottish League Cup: 2

Celtic: 2000-2001, 2005-2006

### Allenatore

#### Club

##### Competizioni nazionali
- Coppa di Scozia: 4

Celtic: 2010-2011, 2012-2013, 2018-2019, 2019-2020
- Campionato scozzese: 5

Celtic: 2011-2012, 2012-2013, 2013-2014, 2018-2019, 2019-2020
- Scottish Championship: 1

Hibernian: 2016-2017
- Coppa di Lega scozzese: 1

Celtic: 2019-2020
- Coppa di Cipro: 1

Omonia: 2021-2022